# Кільце (геометрія)
Кільце (англ. annulus) у геометрії — ділянка на площині, обмежена двома концентричними колами.
Відкрите кільце — топологічний еквівалент до відкритого циліндра циліндра S1 × (0,1) і до проколотої площини.
Площа кільця — різниця між площами двох кругів: більшого з радіусом R і меншого з радіусом r:
{\displaystyle A=\pi R^{2}-\pi r^{2}=\pi (R^{2}-r^{2})\,.}
Площу кільця можна отримати з довжини найдовшого інтервалу, який повністю лежить всередині кільця, 2*d у супровідному домені. Це можна довести за допомогою теореми Піфагора; інтервал найбільшої довжини, що повністю лежить у кільці, буде дотичним до меншого кола й утворюватиме прямий кут із його радіусом у точці дотику. Отже, d і r є сторонами прямокутного трикутника з гіпотенузою R і площа задана як:
{\displaystyle A=\pi \left(R^{2}-r^{2}\right)=\pi d^{2}\,.}
Площу також можна отримати за допомогою обчислення, ділячи кільце на нескінченну кількість кілець нескінченно малої ширини dρ і площі 2πρ dρ, і тоді інтегрувати від ρ = r до ρ = R:
{\displaystyle A=\int _{r}^{R}2\pi \rho \,d\rho =\pi \left(R^{2}-r^{2}\right).}
Площа сектора кільця кута θ, з θ заданим у радіанах, задається:
{\displaystyle A={\frac {\theta }{2}}\left(R^{2}-r^{2}\right)}

## Комплексна структура
У комплексному аналізі кільце ann(a; r, R) на комплексній площині — це відкрита множина, визначена нерівністю:
{\displaystyle r<|z-a|<R.\,}
Якщо r = 0, то така область відома як проколотий диск радіуса R навколо точки a.
Як підмножину комплексної площини, кільце можна розглядати як Ріманову поверхню. Комплексна структура кільця залежить лише від співвідношення r/R. Кожне кільце ann(a; r, R) можна голоморфно відобразити на стандартне кільце із центром у початку координат і зовнішнім радіусом 1 за допомогою підстановки
{\displaystyle z\mapsto {\frac {z-a}{R}}.}
Тоді внутрішній радіус буде r/R < 1.